# Tokusō kihei Dorvack
Tokusō kihei Dorvack (特装機兵ドルバック?, Tokusō kihei Dorubakku) è una serie anime giapponese degli anni 1983-1984 prodotta dalla Fuji TV. La serie è spesso tradotta anche con "Dorvack" o "Dolbuk".

## Trama
Nell'anno 1999 gli Ideliani, che hanno dominato e colonizzato lo spazio per decine di centinaia di anni, sono vicini alla loro fine. La loro sola speranza è il pianeta abitabile più vicino, la Terra. Una volta arrivati nella sua orbita, danno inizio all'invasione, lanciando un grande esercito verso le Alpi.
Le forze di difesa terrestri combattono con le potenze nemiche, ottenendo solo piccoli successi. Una sola unita è in grado di infliggere danni pesanti, la Tokusou Kihei Dorvack. Sotto il comando del colonnello Takashiro, Makoto Mugen, Pierre Bonaparte e Louise Oberon combattono contro gli invasori. Sono equipaggiati con vari robot speciali in grado di convertire i veicoli in forme umanoidi.

## Creazione
Il programma è essenzialmente una mostra della linea di giocattoli creata dalla Takatoku. Il disegno dei mecha è stato affidato a Katsumi Itabashi e Nobuyoshi Haraba, mentre i modelli furono creati dalla compagnia Gunze Sangyo. La trama è semplice, ma con grandi livelli di azione ed animazione.

## Staff
- Produzione: Ashi Productions, Yomiuri
- Regia: Masami Annou
- Creatore: Takeshi Shudo
- Disegnatore: Osamu Kamijoo
- Mecha design: Katsumi Itabashi, Nobuyoshi Habara

## Personaggi
| Nome               | Nome giapponese      | Doppiatore        |
| ------------------ | -------------------- | ----------------- |
| Masato Mugen       | 無限真人             | Tōru Furuya       |
| Louise Oberon      | ルイ・オベロン       | Hiromi Tsuru      |
| Pierre Bonaparte   | ピエール・ボナパルト | Sukekiyo Kameyama |
| Stanley Hilton     | スタンレー・ヒルトン | Hirotaka Suzuoki  |
| Col. Yōichi Takagi | 高城洋一             | Kiyoshi Kobayashi |
| Bob Floyd          | ボブ・フロイド       | Yutaka Shimaka    |
| Jackie Frank       | ジャッキー・フランク | Asami Mukaidono   |
| Peter              | ピーター             | Masako Katsuki    |
| Henry              | ヘンリー             | Yūsaku Yara       |
| Idel               | イデル               | Shō Hayami        |
| Amov               | アモフ               | Osamu Saka        |
| Aroma              | アロマ               | Keiko Toda        |
| Zelar              | ゼラー               | Eiji Kanie        |